# 53.ª Feira do Livro de Porto Alegre
A 53.ª Feira do Livro de Porto Alegre ocorreu entre os dias 26 de outubro e 11 de novembro de 2007 e teve 171 expositores livreiros espalhados pela Praça da Alfândega, Memorial do Rio Grande do Sul, Casa de Cultura Mario Quintana, Santander Cultural, Centro Cultural CEEE Erico Verissimo e Cais do Porto.

## Patrono
O patrono da 53.ª Feira do Livro de Porto Alegre foi Antônio Hohlfeldt e sua nomeação fora anunciada no dia 25 de setembro de 2007 no Bistrô do Margs. Hohlfeldt foi vice-governador do Rio Grande do Sul durante a gestão Germano Rigotto e fora vereador de Porto Alegre por quase vinte anos e, no momento, é filiado ao PMDB. A formação acadêmica de Hohlfeldt compreende uma graduação em letras pela Universidade Federal do Rio Grande do Sul, mestrado e doutorado em literatura pela Pontifícia Universidade Católica do Rio Grande do Sul. Atualmente, Hohlfeldt escreve uma coluna semanal, pulicada cada sexta-feira, sobre teatro para o Jornal do Comércio, é comentarista da Rádio BandNews FM, além de ser presidente da Fundação Ulysses Guimarães no Rio Grande do Sul.

### Livros de autoria do patrono
Hohlfeldt escreveu 17 livros infanto-juvenis e 23 com ensaios. Deste 28 livros, 26 têm ISBN registrados na Agência Brasileira, a Biblioteca Nacional.

## Lista dos mais vendidos
A administração da Feira do Livro faz uma pesquisa diária por amostragem, onde se faz um questionário e se verifica os livros comprados, para conhecer as preferências literárias dos consumidores da Feira.

### Livros mais vendidos[6]na 53.ª Feira do Livro
| Posição | Ficção                                                                 | Não ficção                                                           | Autoajuda/Esotérico                                               | Infantojuvenil                                           |
| 1.º     | A menina que roubava livros, Markus Zusak                              | As melhores piadas do cafezinho, Mauro Borba e Ramiro Ruschel (org.) | O Segredo, Rhonda Byrne                                           | Harry Potter e as relíquias da morte, J. K. Rowling      |
| 2.º     | Tudo que Eu Queria Te Dizer, Martha Medeiros                           | Jogo de damas, David Coimbra                                         | A lei da atração, Michael Losier                                  | Pinóquio, Carlo Collodi                                  |
| 3.º     | Confissões e conversões, Fernando Lucchese                             | Como é bom ser gremista, Natal Augusto Dornelles                     | A magia dos signos, vários autores                                | Chiclete - O incrível garoto que encolhe, Megan McDonald |
| 4.º     | É foch!, Nei Lisboa                                                    | Gremistas gozam de colorados, Alcir Nicolau Pereira                  | Quântica - Espiritualidade e sucesso, Moacir Costa de Araújo Lima | Amoreco, Babette Cole                                    |
| 5.º     | Marley e eu: a vida e o amor ao lado do pior cão do mundo, John Grogan | 1808, Laurentino Gomes                                               | O evangelho segundo o espiritismo, Allan Kardec                   | Garfield, Jim Davis                                      |
| 6.º     | O caçador de pipas, Khaled Hosseini                                    | A arte da guerra, Sun Tzu                                            | O livro dos espíritos, Allan Kardec                               | A casa dos ratinhos, Marie José Sacre                    |
| 7.º     | Elite da tropa, Luiz Eduardo Soares, André Batista e Rodrigo Pimentel  | Dicionário de porto-alegrês, Luís Augusto Fischer                    |                                                                   |                                                          |